# Cuyahoga Falls
Cuyahoga Falls és una població dels Estats Units a l'estat d'Ohio. Segons el cens del 2006 tenia 50.398 habitants.

## Demografia
Segons el cens del 2000, Cuyahoga Falls tenia 49.374 habitants, 21.655 habitatges, i 13.317 famílies. La densitat de població era de 746,4 habitants per km².
Dels 21.655 habitatges en un 27% hi vivien nens de menys de 18 anys, en un 48,3% hi vivien parelles casades, en un 10,1% dones solteres, i en un 38,5% no eren unitats familiars. En el 32,6% dels habitatges hi vivien persones soles el 12,3% de les quals corresponia a persones de 65 anys o més que vivien soles. El nombre mitjà de persones vivint en cada habitatge era de 2,26 i el nombre mitjà de persones que vivien en cada família era de 2,9.
Per edats la població es repartia de la següent manera: un 22,5% tenia menys de 18 anys, un 7,9% entre 18 i 24, un 32% entre 25 i 44, un 21,5% de 45 a 60 i un 16,1% 65 anys o més.
L'edat mediana era de 37 anys. Per cada 100 dones de 18 o més anys hi havia 86,5 homes.
La renda mediana per habitatge era de 42.263 $ i la renda mediana per família de 52.372 $. Els homes tenien una renda mediana de 40.301 $ mentre que les dones 28.459 $. La renda per capita de la població era de 22.550 $. Aproximadament el 4,5% de les famílies i el 6,1% de la població estaven per davall del llindar de pobresa.

## Poblacions més properes
El següent diagrama mostra les poblacions més properes.

## Personatges il·lustres
- Jim Jarmusch